# Клубний чемпіонат світу з футболу 2005
Клубний чемпіонат світу з футболу 2005 року — другий клубний чемпіонат світу, що проходив у Японії з 11 по 18 грудня 2005 року. У розіграші взяли участь шість команд, по одній з кожної конфедерації. Переможцем вдруге поспіль став представник Бразилії, цього разу «Сан-Паулу», яке у фіналі обіграло з рахунком 1:0 англійський «Ліверпуль».

## Формат
Турнір 2005 року був зіграний в результаті об'єднання Міжконтинентального кубка і розіграного в 2000 році Клубного чемпіонату світу. Перший з них був щорічним турніром між чемпіонами Європи і Південної Америки (починаючи з 1960 року); другий — одноразово зіграним клубним чемпіонатом світу.
В результаті цього злиття турнір вийшов коротше (колишній чемпіонат тривав 2 тижні). Шість клубів (по одному з кожної континентальної зони) були запрошені на турнір.
Чемпіонат був турніром на вибування, де кожна команда грала 2 або 3 матчі. Чемпіони чотирьох «слабких» конфедерацій зустрічалися у чвертьфіналах; переможені розігрували матч за п'яте місце. Переможці та чемпіони двох «сильних» конфедерацій зустрічалися у півфіналах; переможені грали матч за третє місце.

## Учасники
| Команда                  | Країна                | Кваліфікація                       |
| Починають з півфіналу    | Починають з півфіналу | Починають з півфіналу              |
| ------------------------ | --------------------- | ---------------------------------- |
| Ліверпуль                | Англія                | Ліга чемпіонів УЄФА (2004/05)      |
| Сан-Паулу                | Бразилія              | Кубок Лібертадорес (2005)          |
| Починають з чвертьфіналу |                       |                                    |
| Аль-Іттіхад              | Саудівська Аравія     | Ліга чемпіонів АФК (2005)          |
| Сапрісса                 | Коста-Рика            | Кубок чемпіонів КОНКАКАФ (2005)    |
| Аль-Аглі                 | Єгипет                | Ліга чемпіонів КАФ (2005)          |
| Сідней                   | Австралія             | Чемпіонат клубів Океанії (2004/05) |

## Стадіони
| Йокогама                                                                          | Токіо                                                                             | Тойота                                                                            | Йокогама Токіо Тойотаclass=notpageimage\| Місця проведення турніру | Йокогама Токіо Тойотаclass=notpageimage\| Місця проведення турніру | Йокогама Токіо Тойотаclass=notpageimage\| Місця проведення турніру | Йокогама Токіо Тойотаclass=notpageimage\| Місця проведення турніру | Йокогама Токіо Тойотаclass=notpageimage\| Місця проведення турніру |
| Міжнародний стадіон                                                               | Національний стадіон                                                              | «Тойота»                                                                          | Йокогама Токіо Тойотаclass=notpageimage\| Місця проведення турніру | Йокогама Токіо Тойотаclass=notpageimage\| Місця проведення турніру | Йокогама Токіо Тойотаclass=notpageimage\| Місця проведення турніру | Йокогама Токіо Тойотаclass=notpageimage\| Місця проведення турніру | Йокогама Токіо Тойотаclass=notpageimage\| Місця проведення турніру |
| 35°30′36.16″ пн. ш. 139°36′22.49″ сх. д. / 35.5100444° пн. ш. 139.6062472° сх. д. | 35°40′41.00″ пн. ш. 139°42′53.00″ сх. д. / 35.6780556° пн. ш. 139.7147222° сх. д. | 35°05′04.02″ пн. ш. 137°10′14.02″ сх. д. / 35.0844500° пн. ш. 137.1705611° сх. д. | Йокогама Токіо Тойотаclass=notpageimage\| Місця проведення турніру | Йокогама Токіо Тойотаclass=notpageimage\| Місця проведення турніру | Йокогама Токіо Тойотаclass=notpageimage\| Місця проведення турніру | Йокогама Токіо Тойотаclass=notpageimage\| Місця проведення турніру | Йокогама Токіо Тойотаclass=notpageimage\| Місця проведення турніру |
| Місткість: 72,327                                                                 | Місткість: 57,363                                                                 | Місткість: 45,000                                                                 | Йокогама Токіо Тойотаclass=notpageimage\| Місця проведення турніру | Йокогама Токіо Тойотаclass=notpageimage\| Місця проведення турніру | Йокогама Токіо Тойотаclass=notpageimage\| Місця проведення турніру | Йокогама Токіо Тойотаclass=notpageimage\| Місця проведення турніру | Йокогама Токіо Тойотаclass=notpageimage\| Місця проведення турніру |
|                                                                                   |                                                                                   |                                                                                   | Йокогама Токіо Тойотаclass=notpageimage\| Місця проведення турніру | Йокогама Токіо Тойотаclass=notpageimage\| Місця проведення турніру | Йокогама Токіо Тойотаclass=notpageimage\| Місця проведення турніру | Йокогама Токіо Тойотаclass=notpageimage\| Місця проведення турніру | Йокогама Токіо Тойотаclass=notpageimage\| Місця проведення турніру |

## Склади
Кожна команда могла заявити по 23 футболісти, три з яких мають бути воротарями.

## Судді
| Конфедерація | Арбітр                             | Асистенти                     |
| ------------ | ---------------------------------- | ----------------------------- |
| АФК          | Тору Камікава                      | Йосікацу Хіросіма Кім Де Йон  |
| CAF          | Мохаммед Геззаз                    | Жан-Марі Зого                 |
| CONCACAF     | Беніто Арчундія                    | Артуро Веласкес Ектор Вергара |
| CONMEBOL     | Карлос Еуженіо Сімон Карлос Чандія | Крістіан Хуліо Маріо Варгас   |
| UEFA         | Грем Полл                          | Гленн Тернер Філіп Шарп       |
| UEFA         | Ален Сарс                          | Фредерік Арно Вінсент Текс'є  |

## Турнір
|  |                      |                   |                      |           | Чвертьфінали       | Чвертьфінали       |   |  | Півфінали | Півфінали |  |  | Фінал                | Фінал |
|  |                      |                   |                      |           |                    |                    |   |  |           |           |  |  |                      |       |
|  |                      |                   |                      |           | 11 грудня – Токіо  |                    |   |  |           |           |  |  |                      |       |
|  |                      |                   |                      |           |                    |                    |   |  |           |           |  |  |                      |       |
|  | Аль-Іттіхад          | 1                 |                      |           |                    |                    |   |  |           |           |  |  |                      |       |
|  | Аль-Іттіхад          | 1                 | 14 грудня — Токіо    |           |                    |                    |   |  |           |           |  |  |                      |       |
|  |                      |                   | Аль-Аглі             | 0         |                    |                    |   |  |           |           |  |  |                      |       |
|  | Аль-Іттіхад          | 2                 | Аль-Аглі             | 0         |                    |                    |   |  |           |           |  |  |                      |       |
|  | Аль-Іттіхад          | 2                 | Матч за 5-те місце   |           |                    |                    |   |  |           |           |  |  |                      |       |
|  |                      |                   | Сан-Паулу            | 3         |                    |                    |   |  |           |           |  |  |                      |       |
|  | Аль-Аглі             | 1                 | Сан-Паулу            | 3         |                    |                    |   |  |           |           |  |  |                      |       |
|  | Аль-Аглі             | 1                 | 18 грудня — Йокогама |           |                    |                    |   |  |           |           |  |  |                      |       |
|  | Сідней               | 2                 |                      |           |                    |                    |   |  |           |           |  |  |                      |       |
|  | Сідней               | 2                 | Сан-Паулу            | 1         |                    |                    |   |  |           |           |  |  |                      |       |
|  | 16 грудня — Токіо    | 16 грудня — Токіо | Сан-Паулу            | 1         | 12 грудня — Тойота | 12 грудня — Тойота |   |  |           |           |  |  |                      |       |
|  | 16 грудня — Токіо    | 16 грудня — Токіо |                      | Ліверпуль | 12 грудня — Тойота | 12 грудня — Тойота | 0 |  |           |           |  |  |                      |       |
|  |                      |                   | Сідней               | Ліверпуль | 0                  |                    | 0 |  |           |           |  |  |                      |       |
|  | 15 грудня — Йокогама |                   | Сідней               |           | 0                  |                    |   |  |           |           |  |  |                      |       |
|  |                      | Сапрісса          | 1                    |           |                    |                    |   |  |           |           |  |  |                      |       |
|  | Сапрісса             | Сапрісса          | 1                    | 0         |                    |                    |   |  |           |           |  |  |                      |       |
|  | Сапрісса             |                   | Матч за 3-тє місце   | 0         |                    |                    |   |  |           |           |  |  |                      |       |
|  |                      |                   | Ліверпуль            | 3         |                    |                    |   |  |           |           |  |  |                      |       |
|  | Аль-Іттіхад          | 2                 | Ліверпуль            | 3         |                    |                    |   |  |           |           |  |  |                      |       |
|  | Аль-Іттіхад          | 2                 |                      |           |                    |                    |   |  |           |           |  |  |                      |       |
|  | Сапрісса             | 3                 |                      |           |                    |                    |   |  |           |           |  |  |                      |       |
|  | Сапрісса             | 3                 |                      |           |                    |                    |   |  |           |           |  |  |                      |       |
|  |                      |                   |                      |           |                    |                    |   |  |           |           |  |  | 18 грудня — Йокогама |       |

### Чвертьфінали
| 11/12/2005 19:20 |

| Аль-Іттіхад | 1 — 0    | Аль-Аглі |
| ----------- | -------- | -------- |
| Нур 78'     | Протокол |          |

| Олімпійський стадіон, Токіо Глядачів: 28,281 Суддя: Грем Пол (Англія) |

| 12/12/2005 19:20 |

| Сідней | 0 — 1    | Сапрісса      |
| ------ | -------- | ------------- |
|        | Протокол | Боланьйос 47' |

| «Тойота», Тойота Глядачів: 28,538 Суддя: Тору Камікава (Японія) |

### Півфінали
| 14/12/2005 19:20 |

| Аль-Іттіхад               | 2 — 3    | Сан-Паулу                               |
| ------------------------- | -------- | --------------------------------------- |
| Нур 33' аль-Мунташарі 68' | Протокол | Аморозо 16' 47' Рожеріо Сені 57' (пен.) |

| Олімпійський стадіон, Токіо Глядачів: 31,510 Суддя: Ален Старс (Франція) |

| 15/12/2005 19:20 |

| Сапрісса | 0 — 3    | Ліверпуль                 |
| -------- | -------- | ------------------------- |
|          | Протокол | Крауч 3' 58' Джеррард 32' |

| Міжнародний стадіон, Йокогама Глядачів: 43,902 Суддя: Карлос Чандія (Чилі) |

### Матч за 5 місце
| 16/12/2005 19:20 |

| Аль-Аглі   | 1 — 2    | Сідней             |
| ---------- | -------- | ------------------ |
| Мотеаб 45' | Протокол | Йорк 35' Карні 66' |

| Олімпійський стадіон, Токіо Глядачів: 15,951 Суддя: Тору Камікава (Японія) |

### Матч за 3 місце
| 18/12/2005 16:20 |

| Аль-Іттіхад               | 2 — 3    | Сапрісса                         |
| ------------------------- | -------- | -------------------------------- |
| Каллон 28' Жоб 53' (пен.) | Протокол | Саборіо 13' 85' (пен.) Гомес 89' |

| Міжнародний стадіон, Йокогама Глядачів: 46,453 Суддя: Мохаммед Геззаз (Марокко) |

### Фінал
| 18/12/2005 19:20 |

| Сан-Паулу   | 1 — 0    | Ліверпуль |
| ----------- | -------- | --------- |
| Мінейро 27' | Протокол |           |

| Міжнародний стадіон, Йокогама Глядачів: 66,821 Суддя: Беніто Арчундія (Мексика) |

## Статистика турніру

### Положення команд
| Поз. | Команда     | І | В | Н | П | ГЗ | ДП | РГ |
| ---- | ----------- | - | - | - | - | -- | -- | -- |
| 1    | Сан-Паулу   | 2 | 2 | 0 | 0 | 4  | 2  | +2 |
| 2    | Ліверпуль   | 2 | 1 | 0 | 1 | 3  | 1  | +2 |
| 3    | Сапрісса    | 3 | 2 | 0 | 1 | 4  | 5  | −1 |
| 4    | Аль-Іттіхад | 3 | 1 | 0 | 2 | 5  | 6  | −1 |
| 5    | Сідней      | 2 | 1 | 0 | 1 | 2  | 2  | 0  |
| 6    | Аль-Аглі    | 2 | 0 | 0 | 2 | 1  | 3  | −2 |

Примітка: Матчі, що завершилися в додатковий час, вважаються як перемоги або поразки, тоді як матчі, що завершилися післяматчовими пенальті, вважаються як нічиї.

## Бомбардири
2 голи
- Марсіо Аморозо (Сан-Паулу)
- Пітер Крауч (Ліверпуль)
- Мохаммед Нур аль-Хавсаві (Аль-Іттіхад)
- Альваро Саборіо (Сапрісса)

1 гол
- Хамад аль-Мунташарі (Аль-Іттіхад)
- Крістіан Боланьйос (Сапрісса)
- Девід Карні (Сідней)
- Стівен Джеррард (Ліверпуль)
- Рональд Гомес (Сапрісса)
- Жозеф-Дезіре Жоб (Аль-Іттіхад)
- Мохаммед Каллон (Аль-Іттіхад)
- Мінейро (Сан-Паулу)
- Емад Мотеаб (Аль-Аглі)
- Рожеріо Сені (Сан-Паулу)
- Двайт Йорк (Сідней)

### Нагороди
| Золотий м'яч             | Срібний м'яч                | Бронзовий м'яч                | Гравець фіналу           |
| ------------------------ | --------------------------- | ----------------------------- | ------------------------ |
| Рожеріо Сені (Сан-Паулу) | Стівен Джеррард (Ліверпуль) | Крістіан Боланьйос (Сапрісса) | Рожеріо Сені (Сан-Паулу) |
| Приз за чесну гру        |                             |                               |                          |
| «Ліверпуль»              |                             |                               |                          |